# Faro de San Julián
El Faro de San Julián (en portugués: Farol de São Julião) es un faro situado en la Fortaleza de San Julián de la Barra, freguesia de Oeiras e São Julião da Barra, municipio de Oeiras, distrito de Lisboa, Portugal. Junto con el Faro de Bugio, marca la entrada al estuario del río Tajo y al puerto de Lisboa. Entró en funcionamiento en 1761, siendo uno de los faros más antiguos de Portugal.

## Historia
Antes del terremoto de Lisboa de 1755 ya existía en la Fortaleza de San Julián de la Barra una señal luminosa como ayuda a la navegación que se encendía de octubre a marzo. Dicho terremoto derribó la torre de la fortaleza y la señal que contenía.

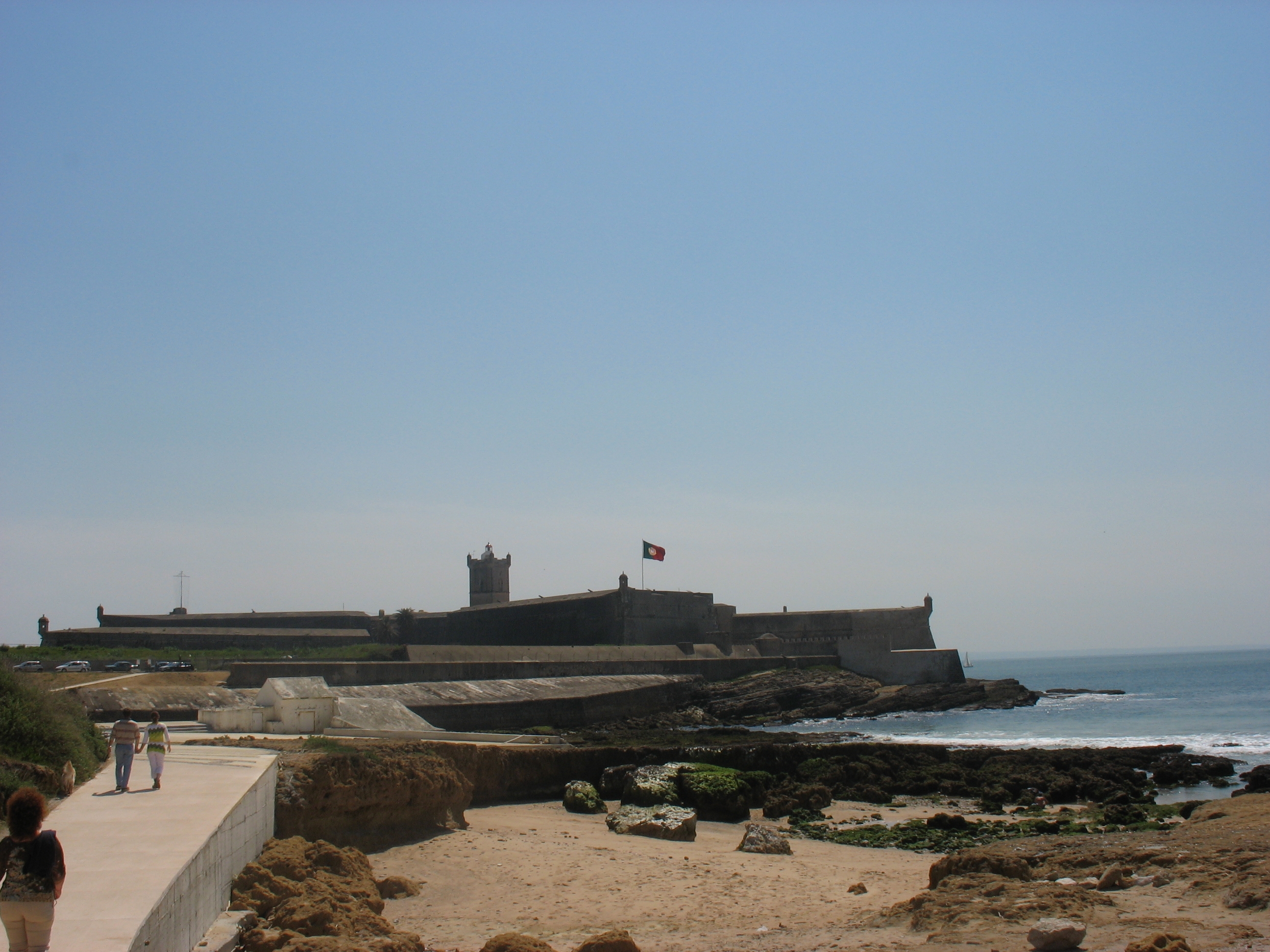
Perspectiva del Fuerte de San Julián de la Barra. Se aprecia la torre con el faro en el centro de la imagen.

En 1758, el Marqués de Pombal creó el Servicio de Faros indicando expresamente la fortaleza de San Julián como uno de los lugares donde debía establecerse uno de estos faros. La torre de la fortaleza fue restaurada y aumentada en 6 metros de altura entrando el faro en funcionamiento en 1761, iluminado por una llama de aceite. En 1775 se instalaron lámparas de Argand y reflectores parabólicos. 
Fue modernizado en 1848 y en 1865 recibiendo en este último año una óptica de 4º orden y una alimentación de gas destilado de madera. La luz característica de este faro era fija y blanca. En 1885 pasó a alimentarse de vapor de petróleo.
Desde marzo de 1916 hasta diciembre de 1918 el faro estuvo apagado debido a la Primera Guerra Mundial. En 1933 tras la Conferencia de Balizaje que tuvo lugar en Lisboa, se decidió cambiar la característica del faro de luz blanca y fija a roja de ocultación, que es la que mantiene en la actualidad. Ese mismo año fue electrificado y en 1980 automatizado.

## Características
El faro emite una luz roja en que se oculta durante 2 segundos en un ciclo total de 5 s. Tiene un alcance nominal nocturno de 14 millas náuticas.